# Tulari
Tulari (en serbe cyrillique : Тулари) est un village de Serbie situé dans la municipalité d’Ub, district de Kolubara. Au recensement de 2011, il comptait 777 habitants.

## Démographie
| 1948  | 1953  | 1961  | 1971  | 1981  | 1991  | 2002 | 2011 |
| ----- | ----- | ----- | ----- | ----- | ----- | ---- | ---- |
| 1 735 | 1 755 | 1 640 | 1 534 | 1 300 | 1 091 | 945  | 777  |

|  |